# Verbascum chiovendae
Verbascum chiovendae är en flenörtsväxtart som beskrevs av Huber-morath. Verbascum chiovendae ingår i släktet kungsljus, och familjen flenörtsväxter. Inga underarter finns listade i Catalogue of Life.